# Summer Music Festival
Il Summer Music Festival è un festival musicale nato nel 2003. Durante il festival vari sono i volti noti che si alternano sul palco, alcuni di questi artisti vengono premiati con il Summer Music Festival per essersi distinti in determinate categorie. Il pubblico nelle varie edizioni è arrivato a punte di 100.000 spettatori.

## Summer Music Awards
I premiati del 2012 nelle relative categorie sono:
- Emis Killa: New Generation & Best Rapper
- Noemi: Best Pop Act
- Oceana: Best International Act
- Finley: Best Band
- Luca Dirisio: Gold Act

## Edizioni I - VII
Le prime sette edizioni si svolte tra il 2003 e il 2009 a Trapani e San Vito Lo Capo. Tra gli artisti che ne hanno preso parte si ricordano Malika Ayane, Arisa, Sonohra e molti altri.

## VIII edizione
L'ottava edizione si è svolta dal 16 al 18 luglio 2010 a San Vito Lo Capo ed è stata presentata da Paolo Ruffini. Gli artisti che si sono esibiti sono:
- Malika Ayane
- Arisa
- Antonello Venditti
- Francesco Facchinetti
- Sonohra
- Tinturia
- Gemelli DiVersi
- Daniele Groff
- Carlo Pastore
- Zero Assoluto
- Sagi Rei
- L'Aura

## IX edizione
La nona edizione si è svolta il 6 agosto 2011 a San Vito Lo Capo ed è stata presentata da Daniele Bossari. Gli artisti che si sono esibiti sono:
- Jarabedepalo
- Cătălin Josan
- Finley
- The Sun
- Loredana Errore

## X edizione
La decima edizione si è svolta il 28 luglio 2012 a Trapani ed è stata presentata da Daniele Bossari. Gli artisti che si sono esibiti sono stati:
- Emis Killa
- Noemi
- Oceana
- Finley
- Luca Dirisio